# Пунта дел Есте еПри 2014
Пунта дел Есте еПри 2014 (официално име Юлиус Бер Пунта дел Есте еПри 2014) е първото еПри на Уругвай и трети кръг в дебютния сезон 2014/2015 на Формула Е. Провежда се на 13 декември 2014 г. на пистата Пунта дел Есте Стрийт Сиркуит в Пунта дел Есте. Състезанието печели Себастиен Буеми пред Нелсиньо Пикет и Лукас ди Граси.

## Преди състезателния ден
В списъка с пилотите има три промени в сравнение със старта в Путраджая. Напусналият Формула 1 Жан-Ерик Верн трябва в това състезание да заеме мястото на Матю Брабам в Андрети Аутоспорт,, но часове преди старта съотборникът им Франк Монтани се отказва от участие заради заболяване и в крайна сметка Брабам запазва мястото си, а Верн заменя Монтани. Три седмици след надпреварата в Пунта дел Есте става ясно, че Монтани е дал положителна допинг проба за кокаин след старта в Путраджая и това е причината да не участва в третия кръг. В отбора на Чайна Рейсинг Антонио Гарсия замества Хо-Пин Тунг, който има ангажимент в 12-те часа на Абу Даби. Катрин Ледж от Амлин Агури има тестове в Юнайтед СпортсКар Чемпиъншип и на нейно място стартира Салвадор Дуран.
С най-много гласове в гласуването на феновете за FanBoost са Верн, Ник Хайдфелд и Дуран.

## Свободни тренировки, квалификация и наказания
Най-бързо време в първата свободна тренировка, която е прекъсната за кратко заради катастрофа на Микела Черути, дава Никола Прост (1:16.696) пред Даниел Абт и Жером Д'Амброзио. Втората свободна тренировка, която също е прекъсната на два пъти, е спечелена от Хайме Алгерсуари (1:15.930) пред Лукас ди Граси и Стефан Саразен.
Най-бързо време в квалификацията за място е дебютантът Верн (1:15.408) пред Нелсиньо Пикет (1:15.530) и Никола Прост (1:15.722). Сам Бърд, Матю Брабам и Жером Д'Амброзио не успяват да запишат време след като и тримата повреждат болидите си след удар в стената.
Бруно Сена дава осмо време, но е дисквалифициран, защото механиците му работят по болида след изтичане на разрешеното за това време непосредствено преди старта на квалификацията и затова стартира от последното място.

## Състезание
Намиращите се от външната страна на пистата пилоти с четни номера на стратовата решетка стартират значително по-добре и Пикет, Буеми, ди Граси, Хайдфелд и Чандок изпреварват съответно Верн, Прост, Алгерсуари и Трули и Абт. В третата обиколка Бърд отпада след катастрофа, която води до излизане на кола на сигурността. В шестата обиколка надпреварата е подновена, но четири по-късно отново се налага излизане на колата на сигурността, защото без нея болидът на отпадналия малко по-рано Антонио Феликс да Коща не може да бъде прибран на безопасно място. В 13-ата обиколка Верн си връща първото място, но дългата битка с Пикет означава и значително повече изразходвана енергия за двамата в сравнение с третия Буеми. По същото време грешка в електрониката за втори път в състезанието води до изгасване на болида на Абт и така той вече изостава с три обиколки от лидерите. В 16-ата обиколка Стефан Саразен чупи предното окачване на болида си и катастрофира в предпазната стена. Следващите го пилоти успяват да избегнат сблъсък с него с изключение на Сена, който също се удря в стената и чупи окачване, но успява да се прибере в бокса и да смени болида. Следва нова фаза с кола на сигурността, по време на която и останалите пилоти влизат в бокса за смяна на болида. С много бързо спиране Хайдфелд успява да излезе на първо място пред Буеми, Верн, Пикет и Прост.
Състезанието е подвовено в 18-ата обиколка, а Хайдфелд е наказан с минаване през бокса заради надвишаване на енергийния лимит на болида си и така от първо се оказва на 14-о място. Същото наказание получават и Прост (за същото провинение), Черути (превишена скорост в бокса), Д'Амброзио и отново Хайдфелд (и двамата за смяна на болида за по-малко от разрешените минимум 64 секунди). Колата на сигурността излиза за четвърти път в 28-ата обиколка, след като Матю Брабам разбива болида си в предпазната стена. Надпреварата е подновена малко по-късно за последните две обиколки. В този момент Верн използва своя FanBoost, но не успява да изпревари Буеми, а след състезанието се оплаква, че заради техничести дефект употребата на FanBoost не само не му дава допълнителна мощност, а я намалява. Въпреки това грешка на Буеми позволява на Верн да се доближи в непосредствена близост и след още една негова грешка Буеми успява да задържи първата позиция само защото минава напряко през шикана. До решение за евентуално негово наказание обаче не се стига, тъй като Верн отпада заради счупено окачване.

## Резултати

### Квалификация
| Поз.      | №  | Пилот                  | Отбор             | Време    | Разлика | Решетка |
| --------- | -- | ---------------------- | ----------------- | -------- | ------- | ------- |
| 1         | 27 | Жан-Ерик Верн          | Андрети Аутоспорт | 1:15.408 |         | 1       |
| 2         | 99 | Нелсиньо Пикет         | Чайна Рейсинг     | 1:15.530 | +0.122  | 2       |
| 3         | 8  | Никола Прост           | е.дамс-Рено       | 1:15.772 | +0.314  | 3       |
| 4         | 9  | Себастиен Буеми        | е.дамс-Рено       | 1:15.842 | +0.434  | 4       |
| 5         | 3  | Хайме Алгерсуари       | Върджин Рейсинг   | 1:16.053 | +0.645  | 5       |
| 6         | 11 | Лукас ди Граси         | Ауди Спорт АБТ    | 1:16.108 | +0.700  | 6       |
| 7         | 10 | Ярно Трули             | Трули ГП          | 1:16.144 | +0.736  | 7       |
| 8         | 23 | Ник Хайдфелд           | Венчъри Гран При  | 1:16.225 | +0.817  | 8       |
| 9         | 66 | Даниел Абт             | Ауди Спорт АБТ    | 1:16.374 | +0.966  | 9       |
| 10        | 5  | Карун Чандок           | Махиндра Рейсинг  | 1:16.416 | +1.008  | 10      |
| 11        | 6  | Ориол Сервиа           | Драгън Рейсинг    | 1:16.881 | +1.403  | 11      |
| 12        | 55 | Антонио Феликс да Коща | Амлин Агури       | 1:16.865 | +1.457  | 12      |
| 13        | 30 | Стефан Саразен         | Венчъри Гран При  | 1:17.025 | +1.617  | 13      |
| 14        | 88 | Антонио Гарсия         | Чайна Рейсинг     | 1:17.653 | +2.245  | 14      |
| 15        | 77 | Салвадор Дуран         | Амлин Агури       | 1:17.810 | +2.402  | 15      |
| 16        | 18 | Микела Черути          | Трули ГП          | 1:20.206 | +4.798  | 16      |
| 17        | 2  | Сам Бърд               | Върджин Рейсинг   | 0        | 0       | 18      |
| 18        | 7  | Жером Д'Амброзио       | Драгън Рейсинг    | 0        | 0       | 17      |
| 19        | 28 | Матю Брабам            | Андрети Аутоспорт | 0        | 0       | 19      |
| 20        | 21 | Бруно Сена             | Махиндра Рейсинг  | 1:16.211 | 0       | 201     |
| Източник: |    |                        |                   |          |         |         |

Бележки:
- 1 – Бруно Сена е дисквалифициран, защото механиците му работят по болида след изтичане на разрешеното за това време непосредствено преди старта на квалификацията и затова стартира от последното място.

### Състезание
| Поз.      | №  | Пилот                  | Отбор             | Обиколки | Време/Отпадане | Място | Точки |
| --------- | -- | ---------------------- | ----------------- | -------- | -------------- | ----- | ----- |
| 1         | 9  | Себастиен Буеми        | е.дамс-Рено       | 31       | 49:08.990      | 3     | 25    |
| 2         | 99 | Нелсиньо Пикет         | Чайна Рейсинг     | 31       | +0.732         | = 0   | 18    |
| 3         | 11 | Лукас ди Граси         | Ауди Спорт АБТ    | 31       | +2.635         | 3     | 15    |
| 4         | 10 | Ярно Трули             | Трули ГП          | 31       | +4.163         | 3     | 12    |
| 5         | 3  | Хайме Алгерсуари       | Върджин Рейсинг   | 31       | +4.698         | = 0   | 10    |
| 6         | 21 | Бруно Сена             | Махиндра Рейсинг  | 31       | +5.197         | 14    | 8     |
| 7         | 8  | Никола Прост           | е.дамс-Рено       | 31       | +6.514         | 4     | 6     |
| 8         | 7  | Жером Д'Амброзио       | Драгън Рейсинг    | 31       | +7.567         | 9     | 4     |
| 9         | 6  | Ориол Сервиа           | Драгън Рейсинг    | 31       | +8.646         | 2     | 2     |
| 10        | 23 | Ник Хайдфелд           | Венчъри Гран При  | 31       | +10.653        | 2     | 1     |
| 11        | 88 | Антонио Гарсия         | Чайна Рейсинг     | 31       | +10.594        | 3     |       |
| 12        | 18 | Микела Черути          | Трули ГП          | 31       | +19.617        | 4     |       |
| 13        | 5  | Карун Чандок           | Махиндра Рейсинг  | 31       | +54.175        | 3     |       |
| 14        | 27 | Жан-Ерик Верн          | Андрети Аутоспорт | 29       | +2 обиколки    | 13    | 31    |
| 15        | 66 | Даниел Абт             | Ауди Спорт АБТ    | 28       | +3 обиколки    | 6     | 2     |
| 16        | 77 | Салвадор Дуран         | Амлин Агури       | 27       | +4 обиколки    | 1     |       |
| Отп       | 28 | Матю Брабам            | Андрети Аутоспорт | 26       | Окачване       | 2     |       |
| Отп       | 30 | Стефан Саразен         | Венчъри Гран При  | 15       | Окачване       | 5     |       |
| Отп       | 55 | Антонио Феликс да Коща | Амлин Агури       | 6        | Механика       | 7     |       |
| Отп       | 2  | Сам Бърд               | Върджин Рейсинг   | 3        | Катастрофа     | 2     |       |
| Източник: |    |                        |                   |          |                |       |       |

Балежки:
- 1 – Три точки за първо място в квалификациите.
- 2 – Две точки за най-бърза обиколка.

## Класиране след състезанието
| Поз | Пилот           | Точки |
| --- | --------------- | ----- |
| 1   | Лукас ди Граси  | 58    |
| 2   | Себастиен Буеми | 40    |
| 3   | Сам Бърд        | 40    |
| 4   | Никола Прост    | 24    |
| 5   | Нелсиньо Пикет  | 22    |

| Поз | Конструктор       | Точки |
| --- | ----------------- | ----- |
| 1   | е.дамс-Рено       | 64    |
| 2   | Ауди Спорт АБТ    | 62    |
| 3   | Върджин Рейсинг   | 54    |
| 4   | Драгън Рейсинг    | 36    |
| 5   | Андрети Аутоспорт | 33    |